# یواس‌اس وست مید (آی‌دی-۳۵۵۰)
یواس‌اس وست مید (آی‌دی-۳۵۵۰) (به انگلیسی: USS West Mead (ID-3550)) یک زیردریایی بود که طول آن ۴۲۳ فوت ۹ اینچ (۱۲۹٫۱۶ متر) بود. این زیردریایی در سال ۱۹۱۸ ساخته شد.